# バラジュック
バラジュック （Balazuc）は、フランス、オーヴェルニュ＝ローヌ＝アルプ地域圏、アルデシュ県のコミューン。県観光委員会（fr）の『特色ある小さな町』（fr）、およびフランスの最も美しい村に登録されている。

## 地理
ヴォギュエとは7km、オーブナとは18km離れている。千年の間アルデシュ川に面した砦であり、バラドゥヌム（Baladunum）という名があるようにガリア人の戦略的要地であった。balとは岩、dunumとは要塞化された高地を意味するガリア語である。

## 歴史
バラジュックではネアンデルタール人の骨が発掘されている。ネアンデルタール人は氷河期後期の初頭である約5万年前に、アイベックスの狩りのためにこの地にいたと考えられる。新石器時代の紀元前3000年頃、農民がこの地に到達した。彼らはヤギやヒツジを育て、くぼ地の底で農耕をし、石でできた集団墓地に死者を埋葬していた。
紀元前750年頃である青銅器時代末期、村の砦が利用され始めた。痕跡を残していないが、ガリア人はバラドゥヌムという地名を残した。ガロ＝ローマ人は、ローヌ川渓谷からニームに通じるローマ街道が通過する平野で耕作を行っていた。聖書の場面を高度に表した初期キリスト教のサルコファガスが見つかっている。
中世、村は11世紀から13世紀にかけて建設された教会を得た。同じく11世紀から13世紀にかけ城が築かれた。12世紀に城は壁で取り囲まれており、13世紀には大規模な拡張工事が行われて四角い塔が付け足されている。城壁、塔、貴族の館がよい状態で保存されている。村はその後何世紀にもわたって住宅の変容を受け入れていくが、中世の村の独創性と特徴を保持し続けた。
ジェラール・ド・バラジュックの子ポンスは、初代バラジュック領主であり、十字軍へ加わった。彼は1099年にエルサレムが陥落する直前に、トリポリ近郊のアルショ城で殺害された。

## 人口統計
| 1962年 | 1968年 | 1975年 | 1982年 | 1990年 | 1999年 | 2006年 | 2011年 |
| ------ | ------ | ------ | ------ | ------ | ------ | ------ | ------ |
| 248    | 218    | 213    | 275    | 277    | 337    | 331    | 348    |

参照元:1999年までEHESS、2004年以降INSEE

## ギャラリー

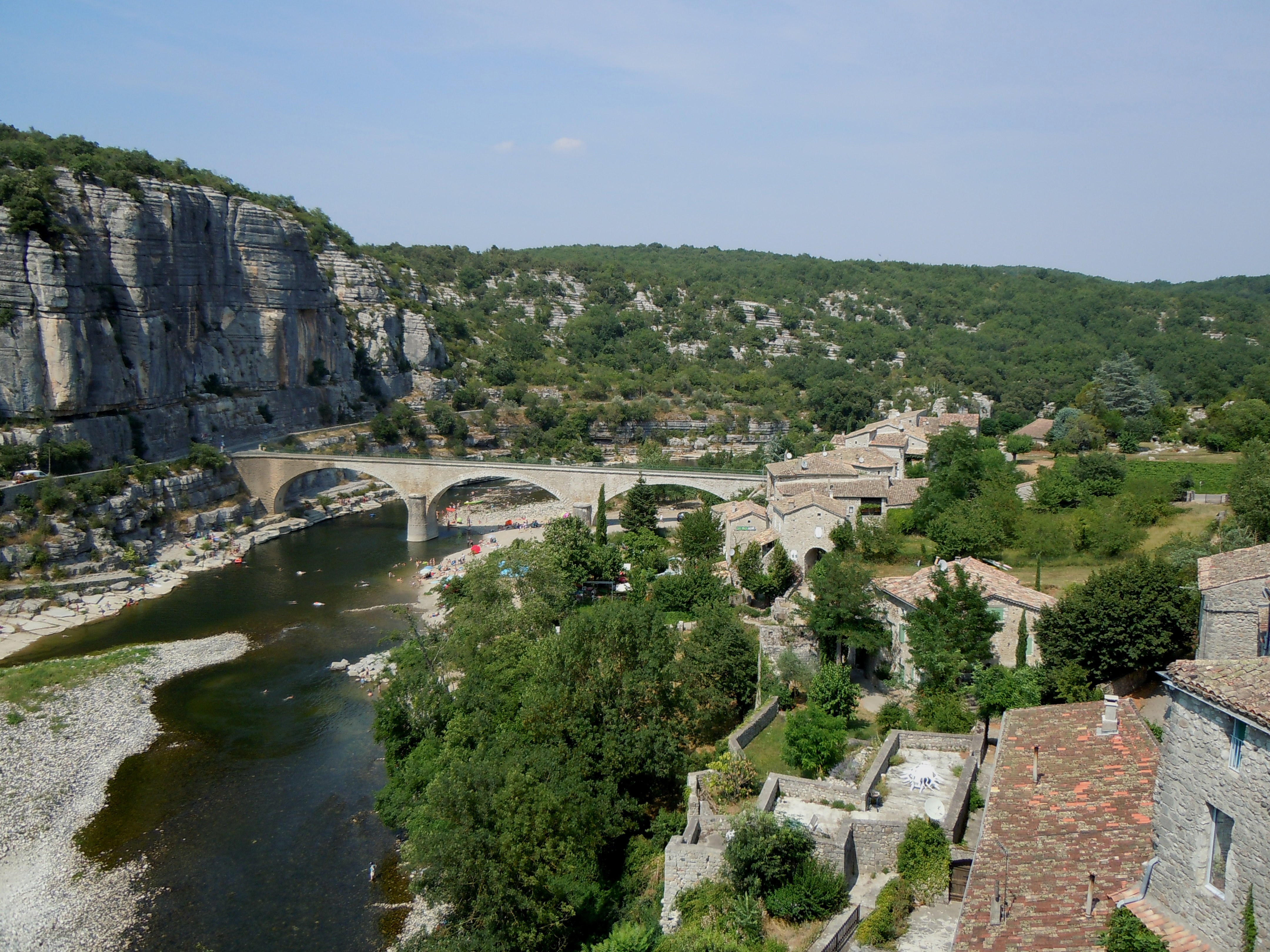
アルデシュ川に架かる橋
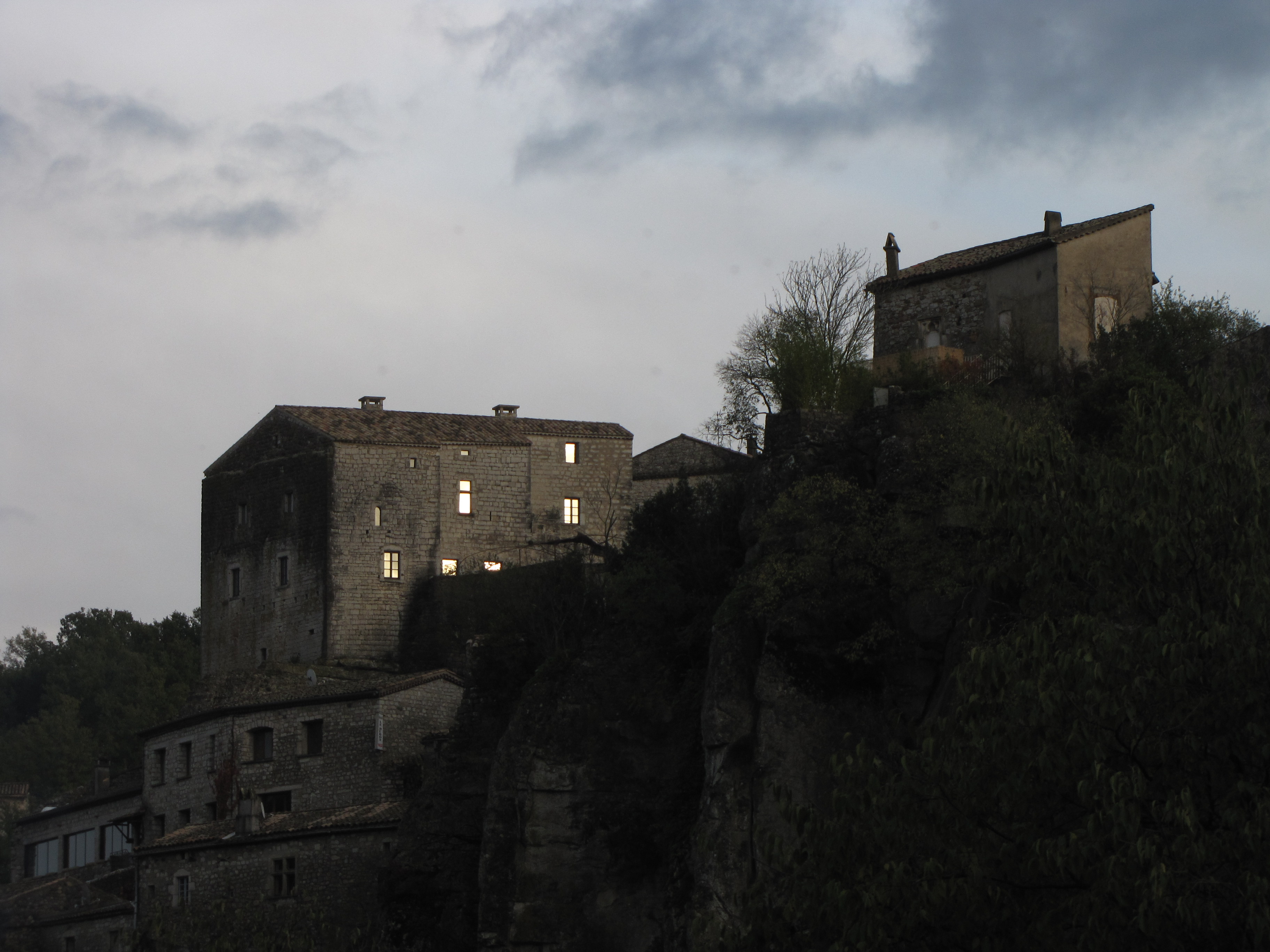
バラジュック城
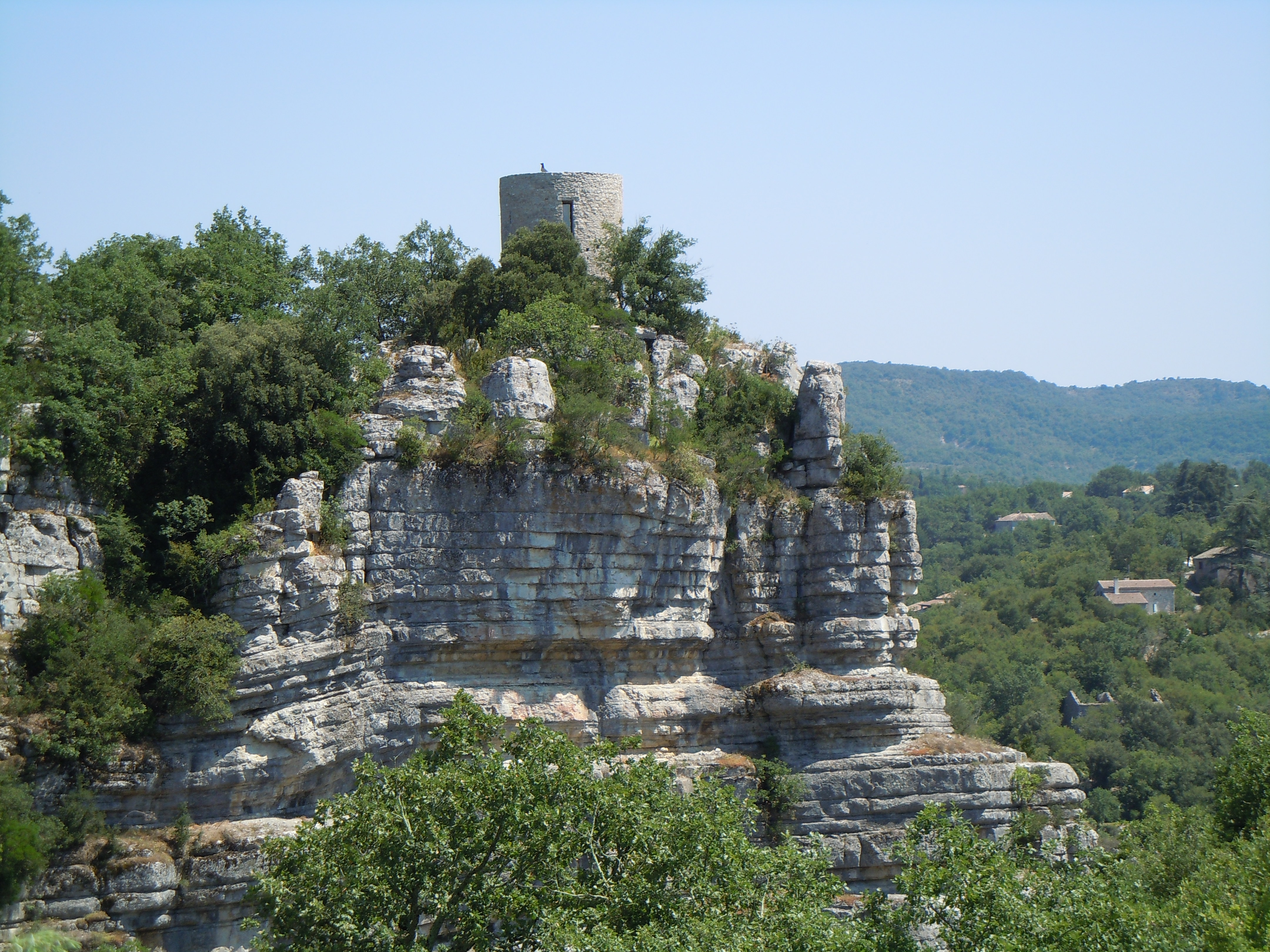
レーヌ・ジャンヌ塔
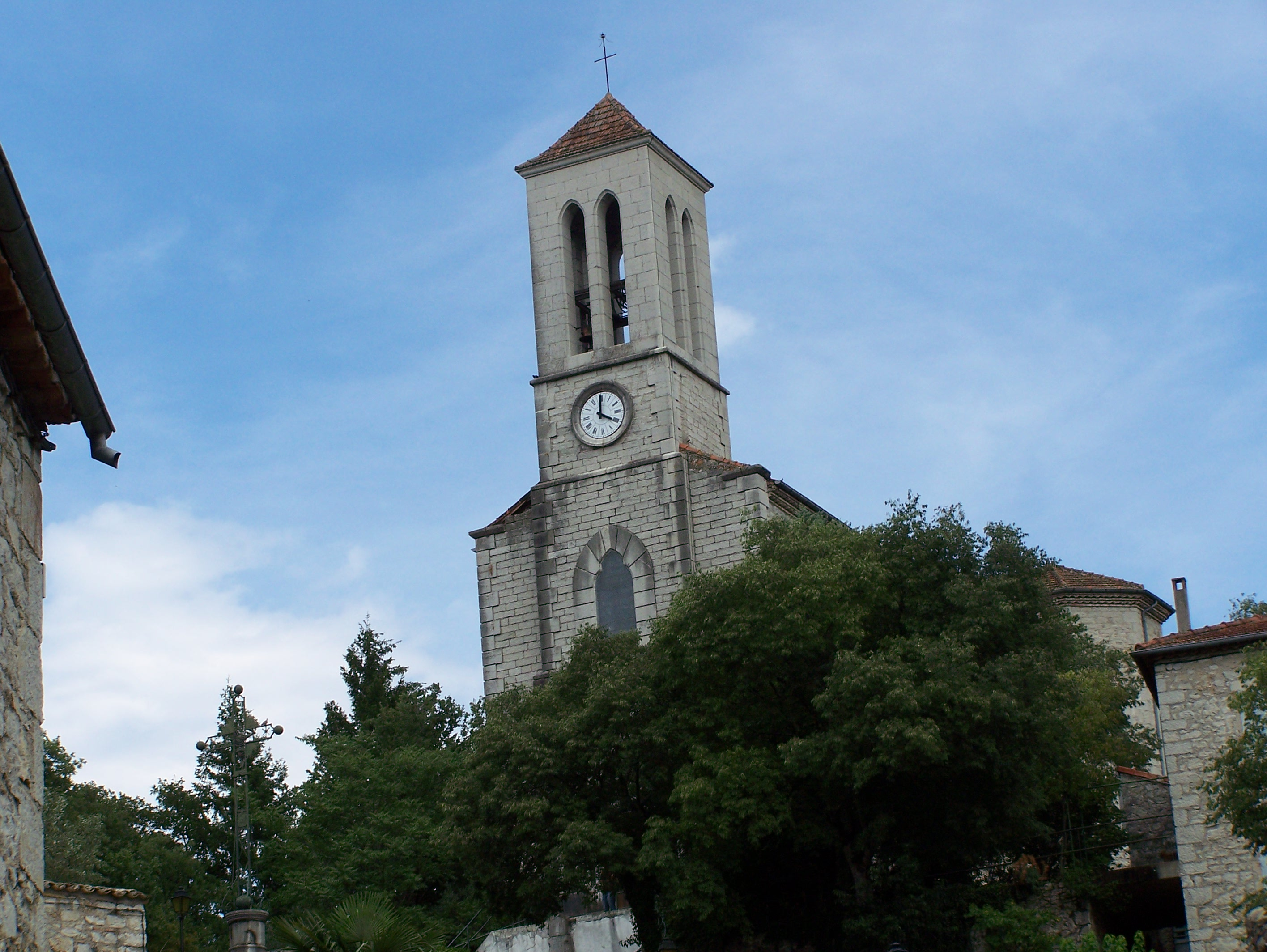
19世紀に建てられた教会
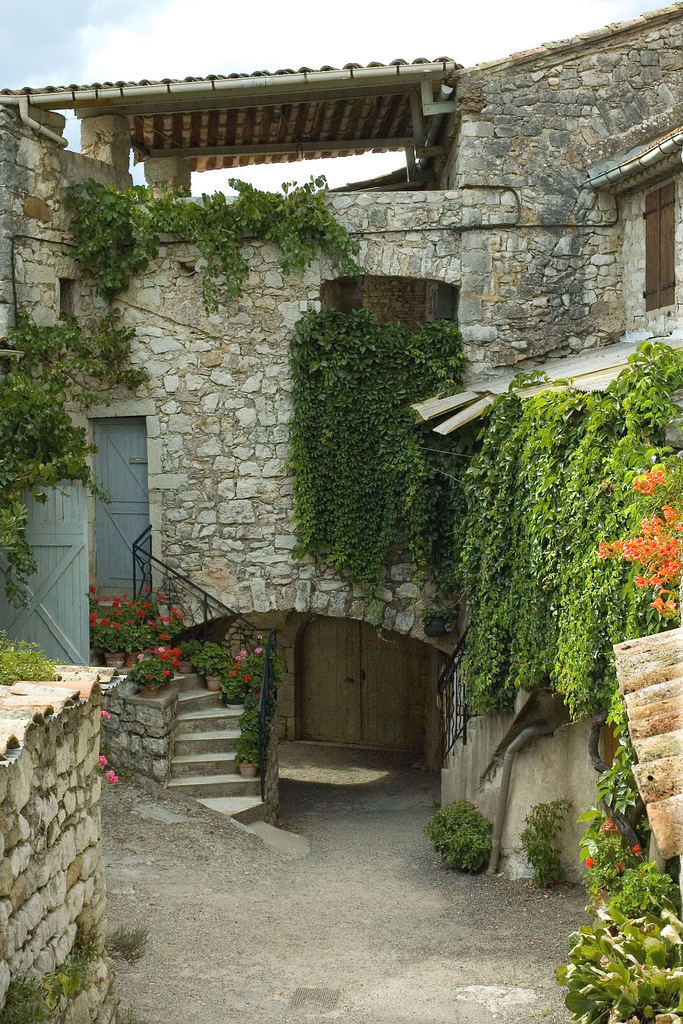
民家
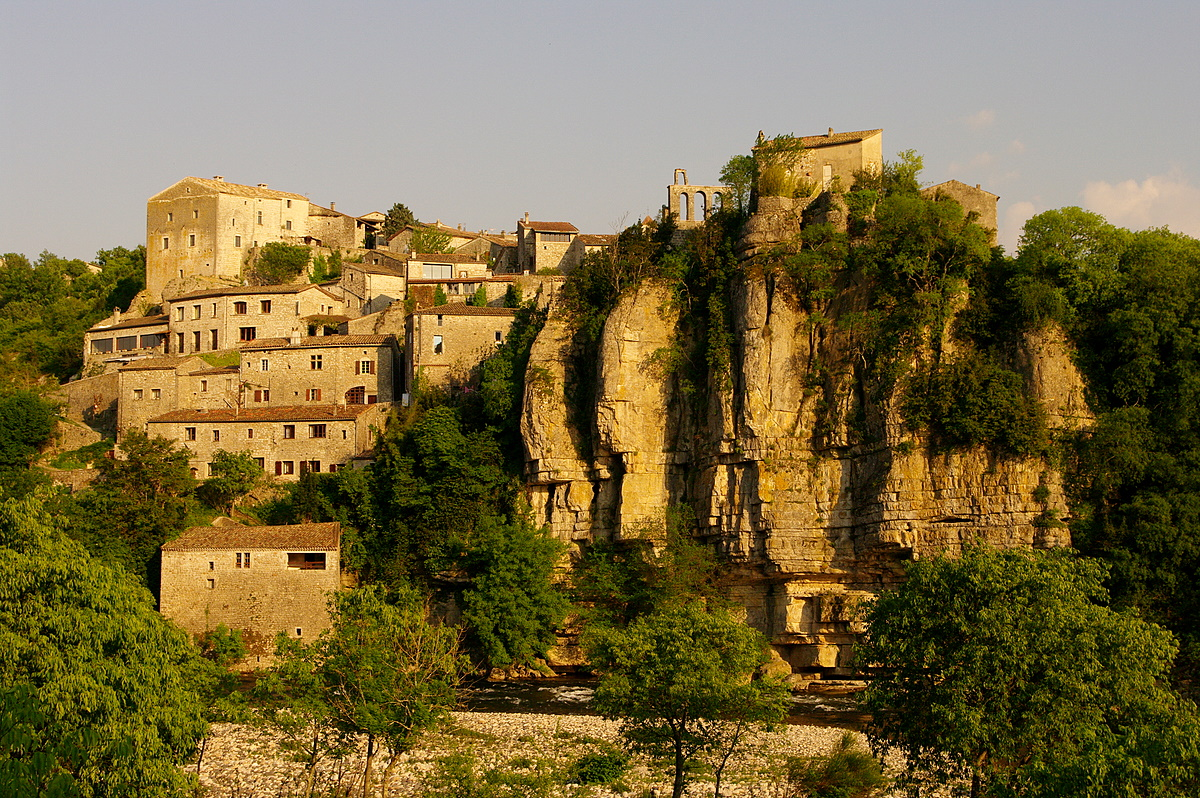
崖の上にひしめく住宅